# Roma (Vale Lambo)
Roma è un singolo del rapper italiano Vale Lambo, pubblicato il 9 ottobre 2020 come quarto estratto dal secondo album in studio Come il mare.

## Tracce
Testi di Valerio Apice, William Mezzanotte, Corrado Migliaro, musiche di Antonio Lago.
1. Roma – 3:18